# بهزاد داوودی
بهزاد داوودی (زادهٔ ۱۹ بهمن ۱۳۶۸) یک بازیکن فوتبال اهل ایران است که در پست مدافع برای باشگاه فوتبال چادرملو در لیگ برتر خلیج فارس بازی می‌کند.
نخستین بازی وی در لیگ برتر، برای نساجی در برابر نفت مسجدسلیمان بود.